# هوية جونيوس
كان جونيوس اسمًا مستعارًا لكاتب ساهم بسلسلة من الرسائل السياسية التي تنتقد حكومة الملك جورج الثالث للمعلن العام ،  من 21 يناير 1769 إلى 21 يناير 1772 بالإضافة إلى العديد من صحف لندن الأخرى مثل مساء لندن بوست .
وُجهت تهم إلى عدة أشخاص، أُدين اثنان منهم وحُكم عليهما. كان جونيوس نفسه على دراية بمزايا الإخفاء، كما كتب في رسالة إلى جون ويلكس بتاريخ 18 سبتمبر 1771.
بعد جيلين من ظهور الرسائل، انتشرت التكهنات حول تأليف جونيوس. يعتقد السير فيليب فرانسيس الآن بشكل عام، ولكن ليس عالميًا، أنه المؤلف.

## وجهات النظر العلمية
وفقًا لـ الن فريرسون  هناك إجماع علمي لصالح السير فيليب فرانسيس. يقسم الدليل إلى أربعة فصول، ويذكر أن كل فئة «تشير بقوة إلى فرانسيس».
وقد سميت هذه النظرية العلمية «نظرية الفرنسيسكان»، على الأقل منذ كتاب ابراهام هايوارد عن جونيوس باسم: نظرية الفرنسيسكان غير سليمة (1868).
تم كتابة العديد من المنشورات اللاحقة من قبل أولئك المتشككين في تحديد هوية فرانسيس. انضم جون كانون، محرر طبعة من الرسائل التي نشرت في عام 1978، إلى نظرية الفرنسيسكان.
وكما قال فرانشيسكو كورداسكو، «في حين أن نظرية الفرنسيسكان تمتعت باحياء جديد مؤخرًا، إلا أنها لا تزال موضع خلاف ويستحيل إثباتها بشكل قاطع».